# Clytoctantes atrogularis
El batará de Rondonia (Clytoctantes atrogularis) es una especie de ave paseriforme, una de las dos pertenecientes al género Clytoctantes, de la familia Thamnophilidae. Es endémica del occidente de la Amazonia en Brasil y una de las aves amazónicas más enigmáticas y poco conocidas.

## Distribución y hábitat

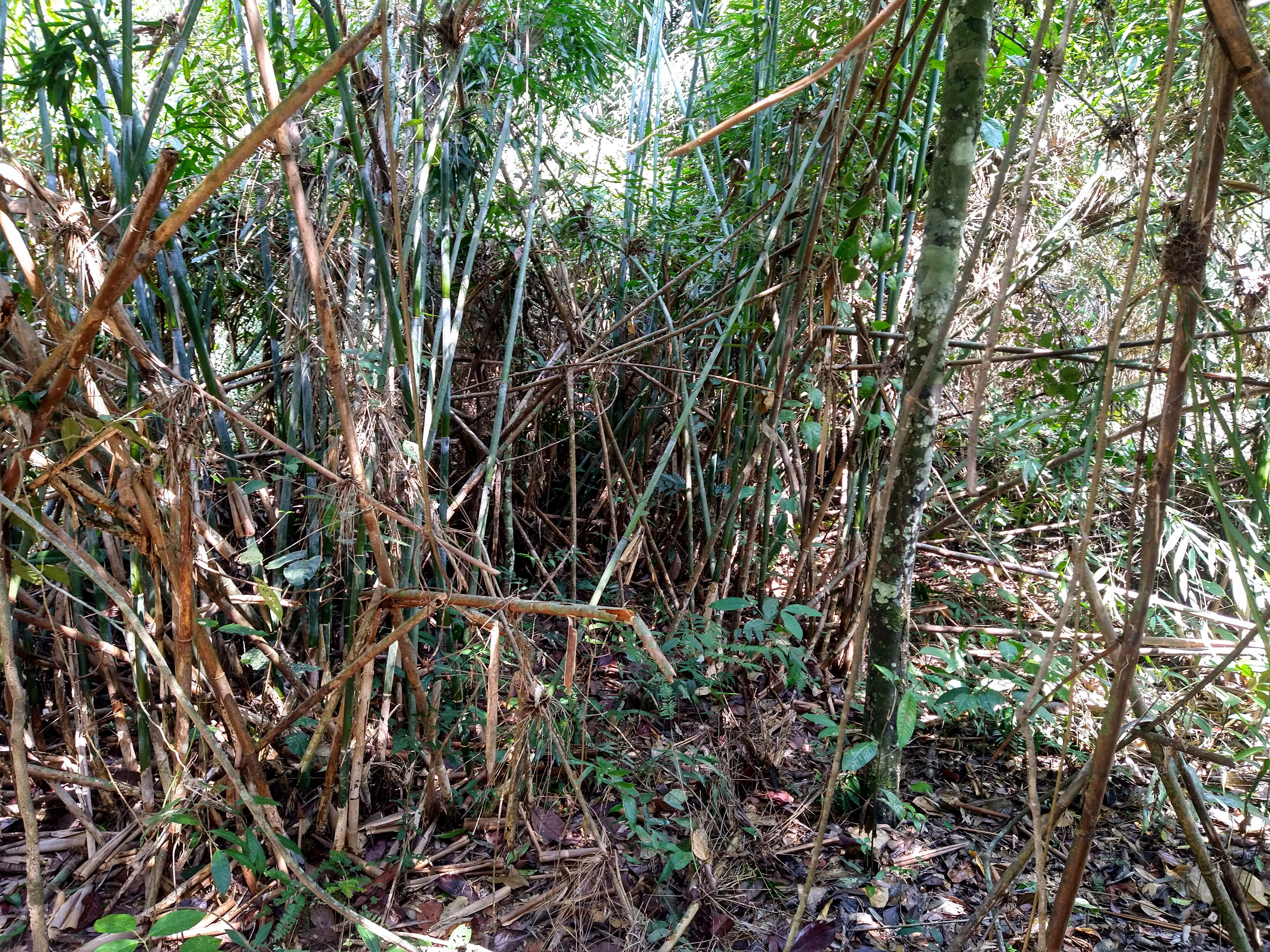
Sotobosque de bambú Guadua, en Jaci-Paraná, Porto Velho, Rondônia, ejemplo de hábitat de la especie.

Se encuentra en el norte de Rondônia, sureste de Amazonas y norte de Mato Grosso, en el suroeste de la Amazonia brasileña; hasta recientemente era conocido únicamente en la localidad tipo, en la margen oeste del río Ji-Paraná, pero últimamente ha sido descubierta en unas pocas localidades en el interfluvio de los ríos Madeira - Tapajós cerca de Jaci-Paraná y en la Reserva Biológica de Jarú al este del río Sucunduri y en los igarapés del parque estatal de Juruena.
Esta especie es considerada muy rara y local en sus hábitats naturales: el sotobosque de bordes de selvas húmedas de terra firme, donde prefiere los densos enmarañados de enredaderas, entre 300 y 400 m de altitud. El denso sotobosque generalmente está dominado por  palmeras Lepidocaryum tenue, algunas veces cerca de claros de árboles caídos o cursos de agua, y también con bambuzales Guadua dispersos. Aparentemente tiene una cierta tolerancia a la degradación de su hábitat preferencial y ha sido también registrada en crecimientos secundarios.

## Descripción
Mide 17 cm de longitud y pesa alrededor de 31 g. El pico es muy robusto, comprimido lateralmente y con la mandíbula inferior fuertemente curvada hacia arriba. El macho es todo negro, sin los puntos blancos en las alas que caracterizan a su congénere Clytoctantes alixii. La hembra es de color castaño rufo, con un gran babero negro en la garganta y pecho, las plumas cobertoras de las alas son lisas y las cobertoras superiores de la cola y el criso de color gris oscuro.

## Comportamiento
Se sabe muy poco de los hábitos de esta especie, pero ha sido vista forrajeando en el denso enmarañado del sotobosque, solitario o en pareja.

### Alimentación

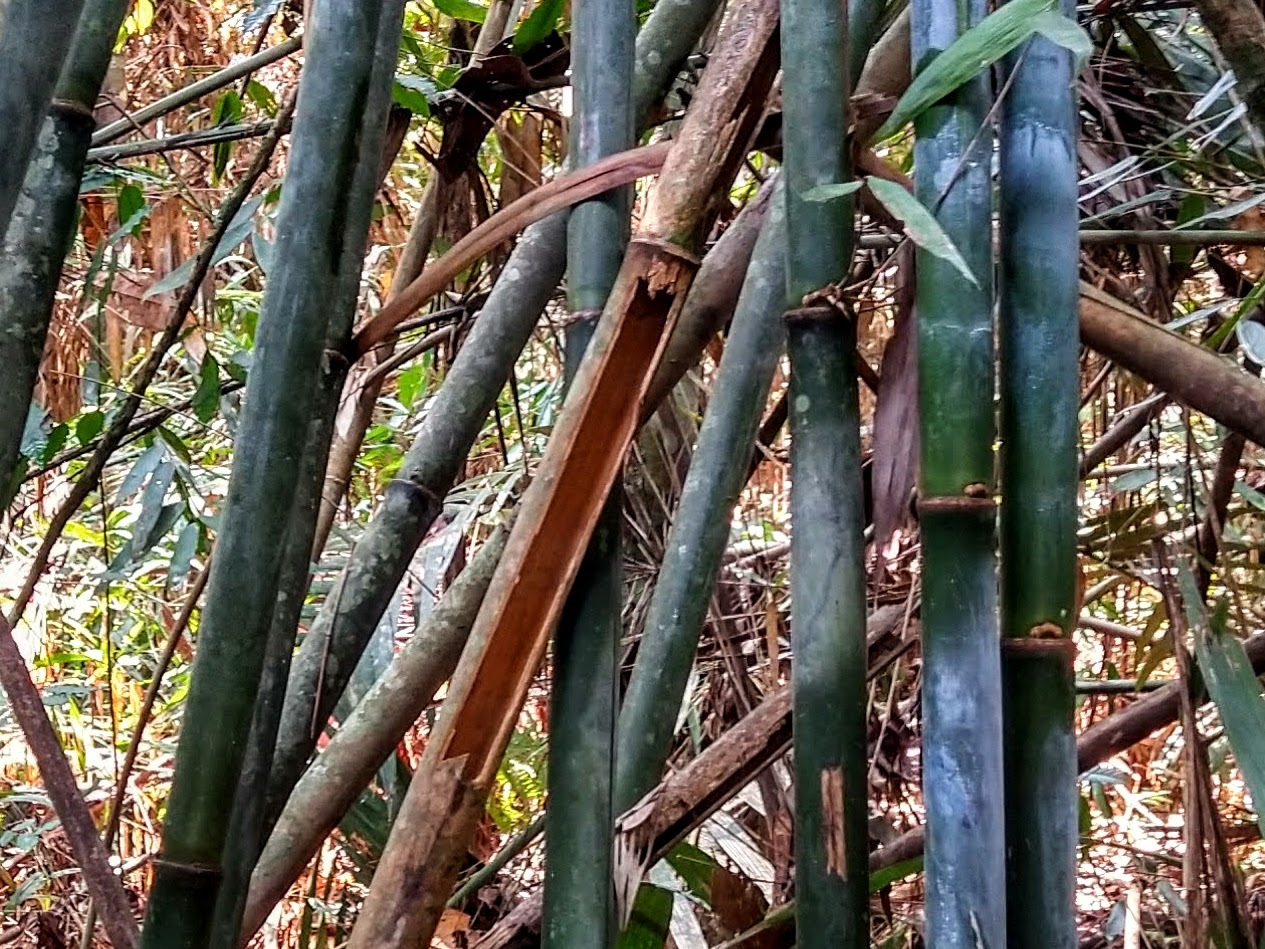
Corte en bambú provocado por la especie con su pico.

Su dieta consiste esencialmente de insectos. Ha sido observado forrajeando en enmarañados de enredaderas y en tallos de bambú Guadua, abriendo el colmo con movimientos verticales del pico; y también inspeccionando el pecíolo y las hojas de palmeras Lepidocaryum.

### Vocalización
El canto, o tal vez un llamado de alarma, es un sonoro silbido gorjeado «trii-trii-trii».

## Estado de conservación
Antes fue clasificada como «en peligro crítico de extinción» por la UICN. Su hábitat adecuado ha desaparecido, incluida la localidad donde se descubrió en 1986, y muchos temían que estuviera extinta, hasta que se descubrió en otro sitio en el sureste de Amazonas en 2004. Tras el redescubrimiento inicial, se ha registrado en otras siete (tal vez nueve) localidades del sureste de Amazonas, Rondônia y norte de Mato Grosso. Estos avistamientos han aumentado masivamente el área conocida de distribución de la especie. En consecuencia cambió a estado «vulnerable» en 2008. La población total está estimada en 2500 a 10 000 individuos maduros; dada la pobreza de datos, es difícil determinar las tendencias, pero la especie puede estar siendo beneficiada por el aumento de crecimientos secundarios, que parece tolerar bien. Mismo así, se presume que la población pueda decaer entre 1 a 19% a lo largo de diez años debido a la pérdida de hábitat.

## Sistemática

### Descripción original
La especie C. atrogularis fue descrita por primera vez por los ornitólogos estadounidenses Scott M. Lanyon, Douglas F. Stotz & David E. Willard, en 1991 (la edición es de 1990, pero la publicación se demoró hasta enero de 1991), bajo el mismo nombre científico; la localidad tipo es «Cachoeira Nazaré, en la orilla oeste del Río Ji-Paraná, Rondônia, Brasil 9°44’S, 61°53’W, elevación 100 m». El holotipo, una hembra, fue colectado en 1986 y se encuentra depositado en el Museo de Zoología de la Universidad de São Paulo, con el número MZUSP 66111.

### Etimología
El nombre genérico «Clytoctantes» se compone de las palabras del griego «klutos» que significa ‘renombrado’, ‘noble’, y «ktantes» que significa ‘matador’, ‘asesino’; y el nombre de la especie «atrogularis», se compone de las palabras del latín «ater» que significa ‘negro’ y «gularis» que significa ‘de garganta’.

### Taxonomía
Las relaciones de la especie son inciertas. Es monotípica.